# Mörk knutmossa
Mörk knutmossa (Odontoschisma elongatum) är en bladmossart som först beskrevs av Sextus Otto Lindberg, och fick sitt nu gällande namn av Alexander William Evans. Mörk knutmossa ingår i släktet knutmossor, och familjen Cephaloziaceae. Arten är reproducerande i Sverige. Inga underarter finns listade i Catalogue of Life.